# Aphis caprifoliae
Aphis caprifoliae är en insektsart. Aphis caprifoliae ingår i släktet Aphis och familjen långrörsbladlöss. Inga underarter finns listade i Catalogue of Life.